# Трите смъртни гряха
„Трите смъртни гряха“ е български игрален филм (драма) от 1979 година с режисьор Любомир Шарланджиев, по сценарий на Димитър Вълев и Любомир Шарланджиев. Оператор е Цанчо Цанчев. Музиката във филма е композирана от Димитър Вълчев.

## Актьорски състав
- Васил Попилиев – Павел Пашев
- Георги Георгиев – Гец – Куздо Каракозов
- Невена Коканова – Леля Дона
- Григор Вачков – Митар
- Сотир Майноловски – Варната
- Ириней Константинов – Борис Дражев
- Зинка Друмева
- Стоян Гъдев
- Атанас Божинов
- Никола Тодев
- Стефан Бановски
- Олег Ковачев – (не е посочен в надписите на филма)
- Минка Сюлеймезова – (не е посочена в надписите на филма)